# Motorhistoriska riksförbundet
Motorhistoriska riksförbundet är en svensk organisation för fordonshistoria, som arbetar med det fordonshistoriska kulturarvet samt rådgivning och information. Det bildades 1969 och har sitt kansli i Stockholm. 
Motorhistoriska riksförbundet engagerar 100 000 medlemmar i 200 märkesklubbar och geografiskt organiserade klubbar.